# Willstätt
Willstätt es un municipio alemán en el distrito de Ortenau, Baden-Wurtemberg. Está ubicado en la llanura del Rin Superior entre Offenburg y Kehl. A Willstätt pertenecen los barrios Eckartsweier, Hesselhurst, Legelshurst y Sand.